# Доњи Липовчани
Доњи Липовчани (хрв. Donji Lipovčani) су насељено место у саставу града Чазма, Бјеловарско-билогорска жупанија, Хрватска.

## Историја
До територијалне реорганизације у Хрватској били су у саставу старе општине Чазма.

## Становништво
У попису становништва из 2011. године, Доњи Липовчани су имали 82 становника.
| Број становника према пописима | Број становника према пописима | Број становника према пописима | Број становника према пописима | Број становника према пописима | Број становника према пописима | Број становника према пописима | Број становника према пописима | Број становника према пописима | Број становника према пописима | Број становника према пописима | Број становника према пописима | Број становника према пописима | Број становника према пописима | Број становника према пописима | Број становника према пописима |
| ------------------------------ | ------------------------------ | ------------------------------ | ------------------------------ | ------------------------------ | ------------------------------ | ------------------------------ | ------------------------------ | ------------------------------ | ------------------------------ | ------------------------------ | ------------------------------ | ------------------------------ | ------------------------------ | ------------------------------ | ------------------------------ |
| 1857                           | 1869                           | 1880                           | 1890                           | 1900                           | 1910                           | 1921                           | 1931                           | 1948                           | 1953                           | 1961                           | 1971                           | 1981                           | 1991                           | 2001                           | 2011                           |
| 0                              | 0                              | 0                              | 0                              | 0                              | 0                              | 0                              | 0                              | 173                            | 186                            | 169                            | 110                            | 91                             | 104                            | 94                             | 82                             |

Напомена: Исказује се под именом Доњи Липовчани од 1948. До 1931. насеље је исказивано под именом Липовчани. Подаци за то некадашње насеље налазе се у насељу Горњи Липовчани.